# ゲデレー宮殿
座標: 北緯47度35分46秒 東経19度20分52秒 / 北緯47.59611度 東経19.34778度
ゲデレー宮殿（ドイツ語: Schloss Gödöllő）、あるいはグラシャルコヴィッチ宮殿（ハンガリー語: Grassalkovich-kastély）は、18世紀にバロック様式で建てられたハンガリーの宮殿。首都ブダペストから北東30kmほど離れたゲデレーに位置する。全164室のうち、修復された主要な部屋にオリジナルの家具や絵画が飾られており、ハンガリー国内にあるハプスブルク帝国時代の城館の多くがギャラリーや歴史博物館などに改装されている中で、城館としては唯一帝国時代の面影を色濃く残している。エリーザベト皇后が愛した地として名高い。

## 歴史

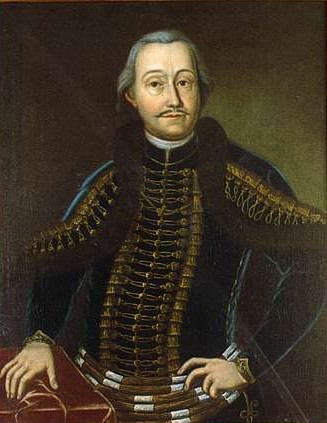
宮殿の建設者、グラシャルコヴィッチ・アンタル1世

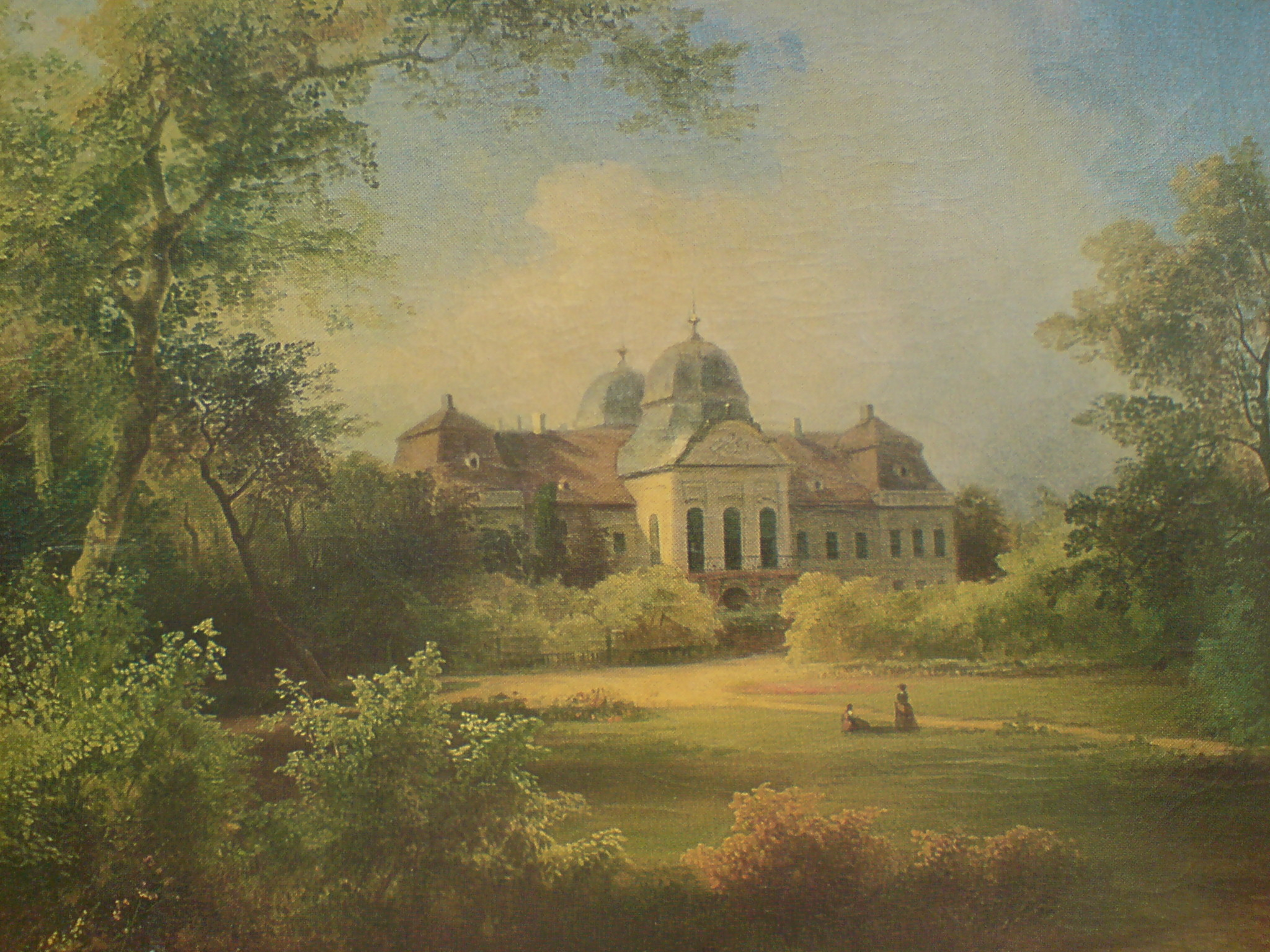
1869年に描かれたゲデレー宮殿（Sandor Brodsky画）

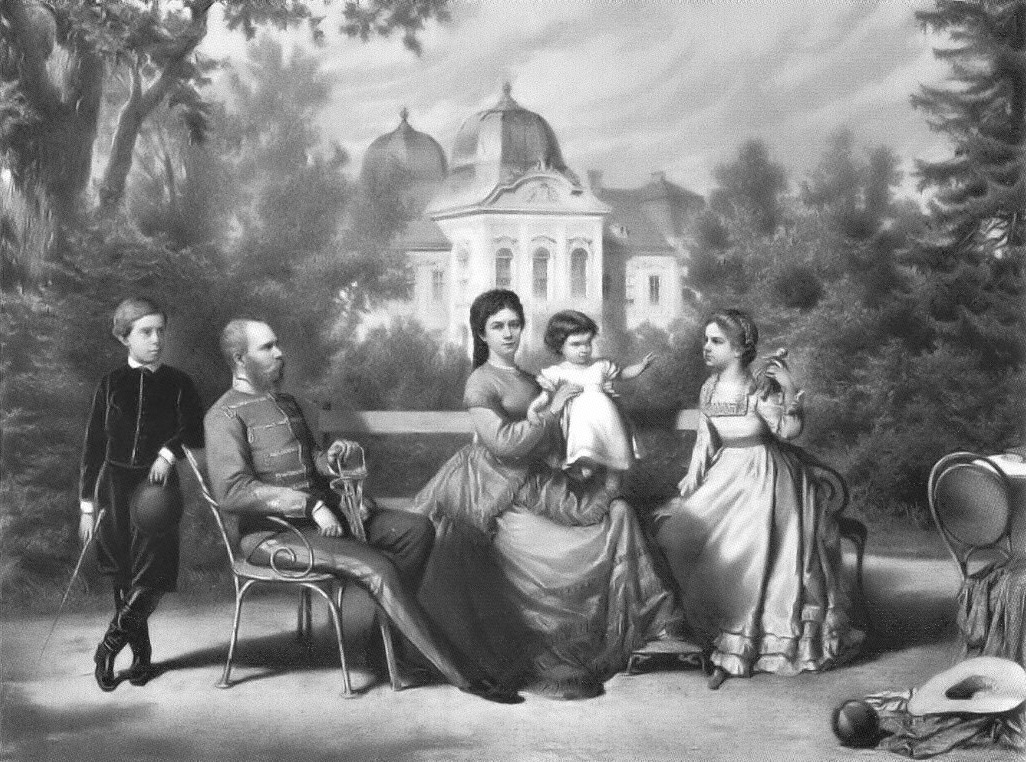
ゲデレー宮殿の庭園における、皇帝にして国王フランツ・ヨーゼフ1世一家（1871年、Vinzenz Katzler画）

1741年、グラシャルコヴィッチ男爵家のグラシャルコヴィッチ・アンタル1世が造営を始めた。グラシャルコヴィッチを厚く信任していた「女帝」マリア・テレジアも訪れたことがある。
グラシャルコヴィッチ家は1743年に伯爵、さらにグラシャルコヴィッチ・アンタル2世の代の1784年には公爵に陞爵したものの、1841年にグラシャルコヴィッチ・アンタル3世の死をもって断絶した。
1850年、ウィーンの銀行家ゲオルク・フォン・シナ男爵が、所有者を失ったゲデレー宮殿を購入した。
1857年、オーストリア皇帝フランツ・ヨーゼフ1世とその皇后エリーザベトが、初めてのハンガリー旅行で滞在した。その際にエリーザベト皇后は、生まれ故郷のポッセンホーフェン城に雰囲気が似ていることもあって自然豊かなこの宮殿を気に入ったという。
1864年、シナ男爵家は宮殿をベルギーの銀行に売却した。
1867年、フランツ・ヨーゼフ1世がハンガリー国王として戴冠するという形でアウスグライヒが実行されたため、その祝賀としてハンガリー政府は皇后お気に入りのゲデレー宮殿をベルギーの銀行から購入し、付属所領とともに皇帝夫妻に献上した。皇帝一家はしばしばゲデレー宮殿に滞在した。当時は宮殿右側にフランツ・ヨーゼフ1世の執務室が、左側にエリーザベト皇后の部屋があった。1868年4月22日、エリーザベト皇后は末娘マリー・ヴァレリーをこの地で出産した。
第一次世界大戦の最末期には、当時の皇太子オットー・フォン・ハプスブルクとその弟妹たちが、戦火を逃れてこの宮殿に滞在していた。敗戦による君主国の崩壊とともにハプスブルク家の手を離れ、共産主義時代には荒れるに任せられた。1990年までは宮殿の敷地内にソビエト連邦軍がいた。
冷戦時代には東側諸国に所属していたハンガリーだが、民主化後には欧州連合への加盟を望むようになった。汎ヨーロッパ的な性格を有する王家であったハプスブルク家の遺産によって自国がヨーロッパの一員であることをアピールしたいハンガリー政府の意図もあって、その他のハプスブルクゆかりの歴史的建築物とともに修復が進められた。現在は文化センターとなっており、結婚式などの際に借りることができる。

## ギャラリー

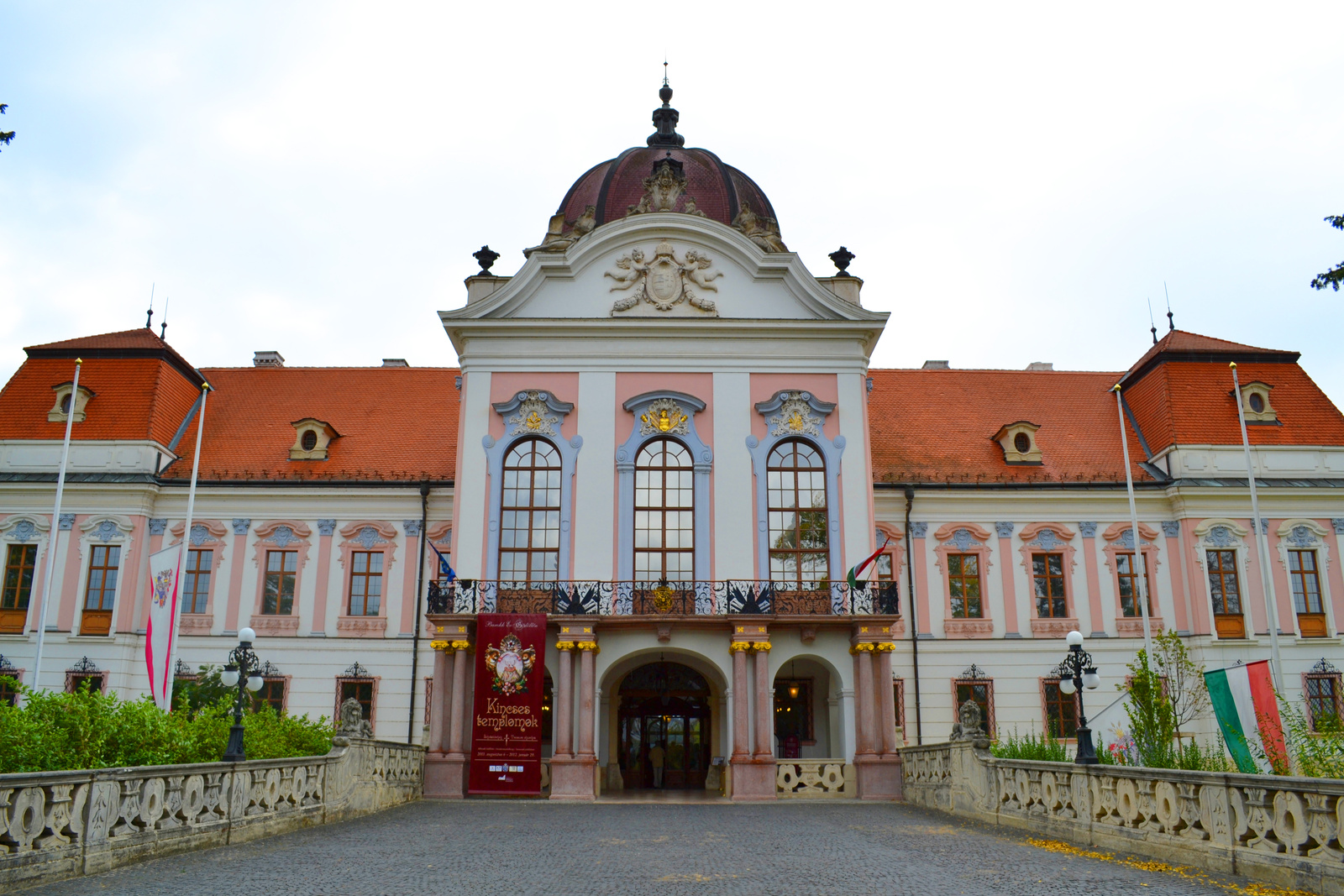
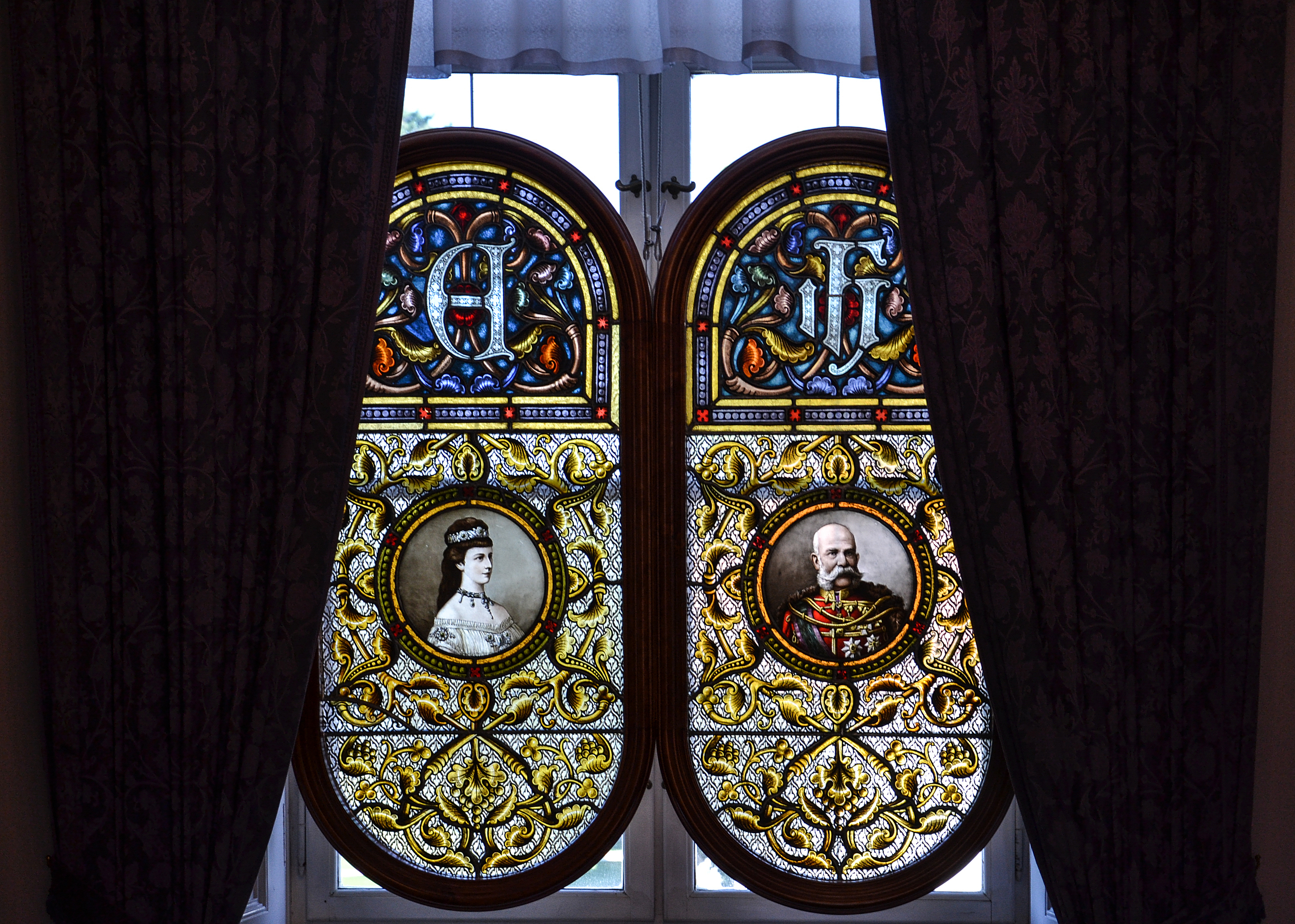
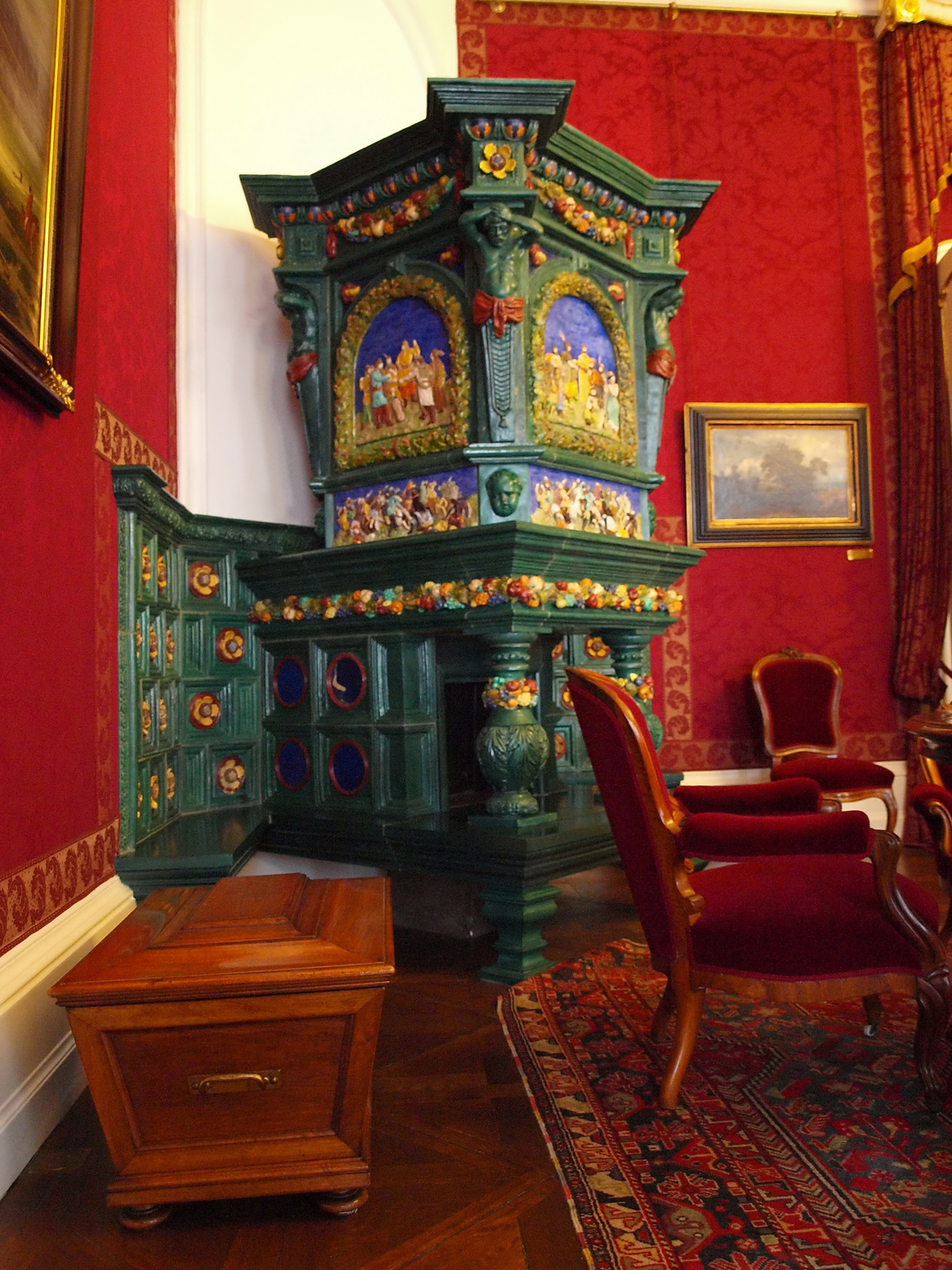
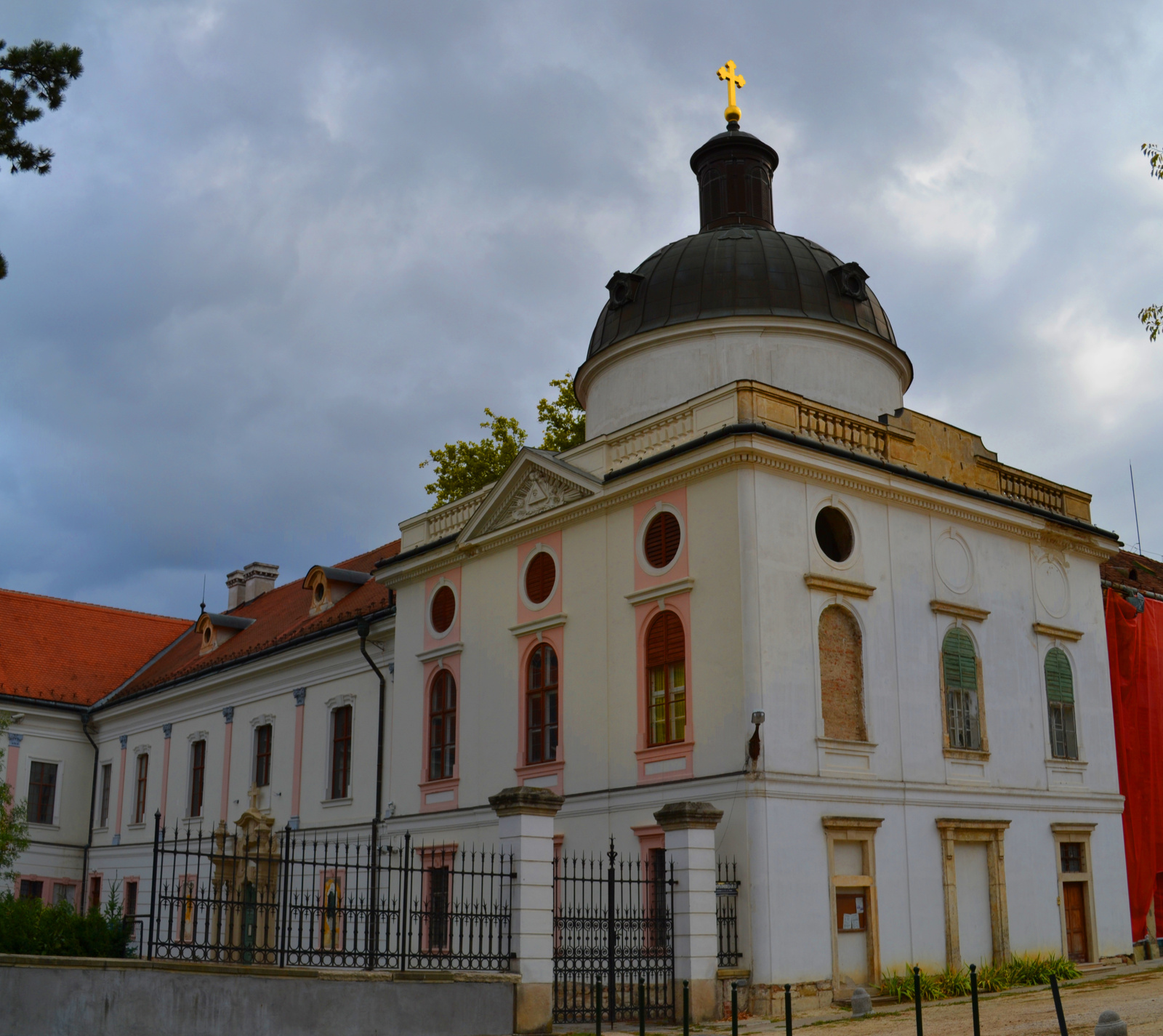
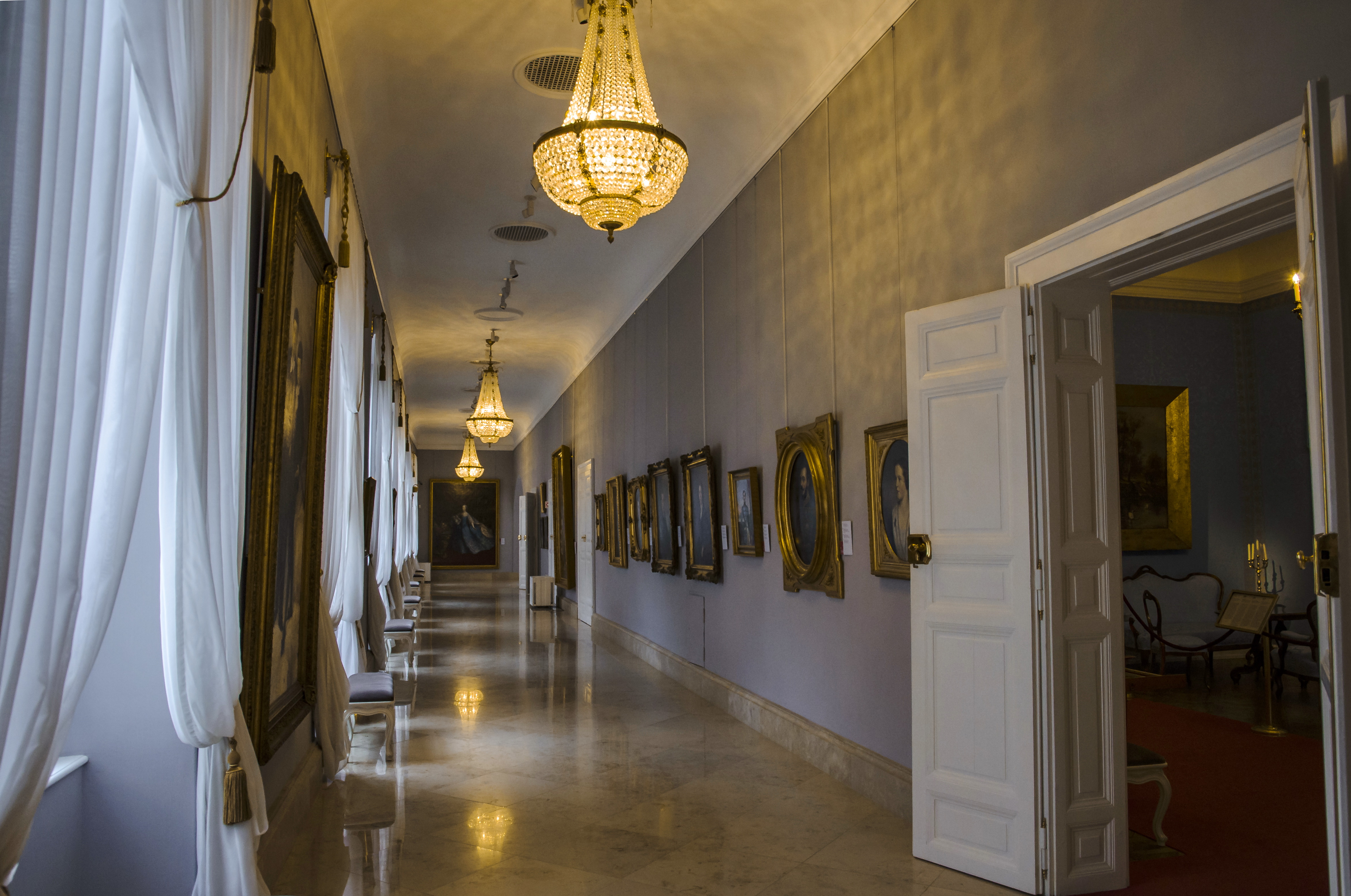

## ゲデレー文様

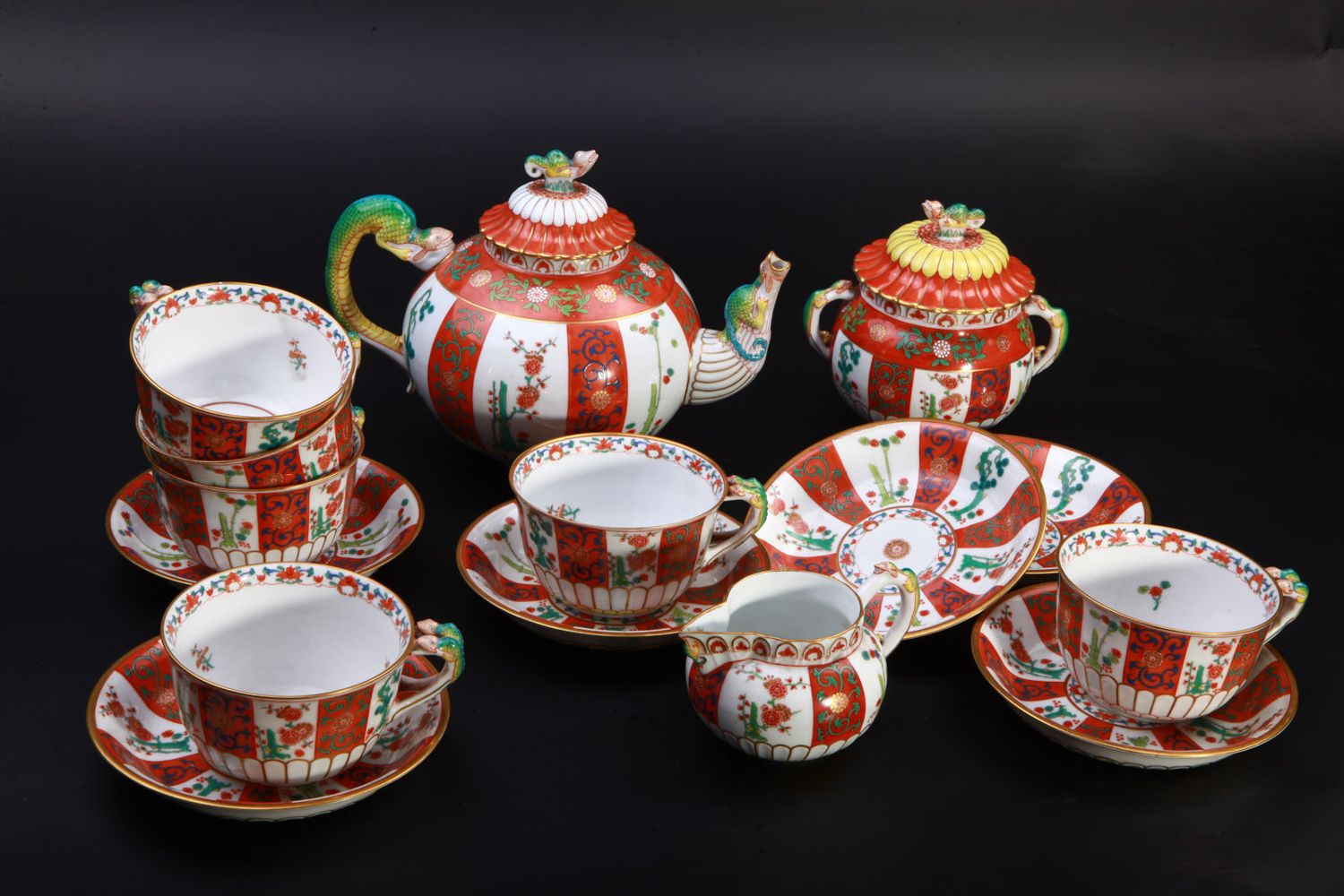
ゲデレー文様のティーセット

ゲデレー宮殿を非常に愛したエリーザベト皇后は、ウィーンの王宮よりもゲデレー宮殿にいるほうが多かったという。そのためフランツ・ヨーゼフ1世は、宮廷食器の制作を任せていたヘレンド社に「西安の赤」という装飾文様の磁器を作らせて、ゲデレー宮殿用として皇后に贈った。このことから「西安の赤」文様は、のちに「ゲデレー」と呼ばれるようになった。